# Jack Halberstam

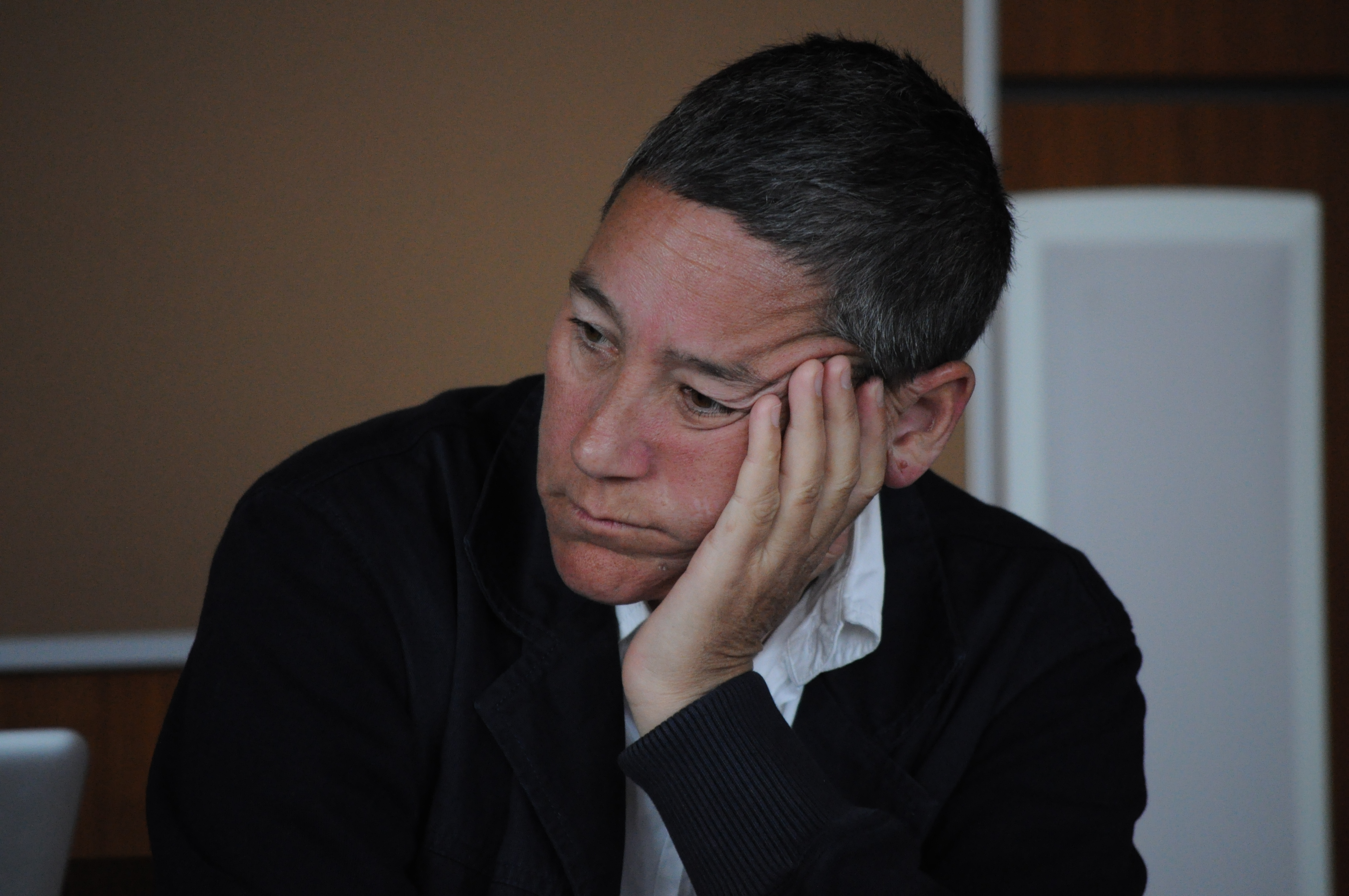
J. Jack Halberstam, 2011

Jack Halberstam, auch ehemals Judith Halberstam oder auch J. Jack Halberstam, (* 15. Dezember 1961) ist ein US-amerikanischer Anglist und Hochschullehrer an der Columbia University. Er gilt als einer der profiliertesten Theoretiker Nordamerikas im Bereich der Gender- und Queer Studies.

## Leben
Halberstam erreichte 1985 den Bachelor in Englisch an der University of California, Berkeley. Den Master in Englischer Literatur erhielt er 1989 an der University of Minnesota, wo er auch 1991 promovierte (Ph.D.).
Halberstam war nach seinem Studienende bis 2003 an der University of California, San Diego (UCSD) als Hochschullehrer für Literatur beschäftigt und wechselte 2004 an die University of Southern California (USC) in Los Angeles, wo er eine Professur für American Studies and Ethnicity und Gender Studies innehatte.  Seit 2017 lehrt er an der Columbia University in New York City. Er ist dort Direktor des Institute for Research on Women, Gender and Sexuality und Professor für Englisch und Vergleichende Literaturwissenschaft. Er schrieb mehrere Bücher und Artikel über gender- und queertheoretische Themen.
Seine Forschungsschwerpunkte sind Kulturwissenschaften, Queer-Theorie, Bildwissenschaft (Visual Culture), Schauerliteratur (Gothic Literature) und Horrorfilm, Popkultur, Film und Video, Feministische Theorie sowie Gender Studies.
Bekannt wurde Halberstam mit seiner Veröffentlichung Female Masculinity, einer Studie, die sich erstmals mit dem Thema „Maskulinität bei Frauen“ in Buchlänge auseinandersetzt. Hierin untersucht er deren fließende Geschlechtervielfalt, von den lesbischen Butch/Femme-Rollen hin zu transgender Personen, „Dykes“ und Dragkings und bietet damit eine eigenständige Alternative zur Maskulinität von Männern an.

## Werke (Auswahl)
- Wild Things: The Disorder of Desire. Duke University Press,  Durham 2020. ISBN 978-1-4780-1108-8
- Trans*: A Quick and Quirky Account of Gender Variability., University of California Press,  Oakland 2018. ISBN 978-0-520-29269-7
- Gaga Feminism: Sex, Gender, and the End of Normal. Beacon Press, 2012, ISBN 978-0-8070-1098-3.
- The Queer Art of Failure. Duke University Press, Durham 2011, ISBN 978-0-8223-5045-3.
- In a Queer Time and Place: Transgender Bodies, Subcultural Lives. New York University Press, New York 2005, ISBN 0-8147-3584-3.
- mit David Eng und José Esteban Muñoz: What's Queer about Queer Studies Now. Duke University Press, Durham 2005, ISBN 0-8223-6621-5.
- mit Del LaGrace Volcano: The Drag King Book. Serpent's Tale, London 1999, ISBN 1-85242-607-1.
- Female Masculinity. Duke University Press, Durham 1998, ISBN 0-8223-2226-9.
- mit Ira Livingston: Posthuman Bodies. Indiana University Press, Bloomington 1995, ISBN 0-253-32894-2.
- Skin Shows: Gothic Horror and the Technology of Monsters. Duke University Press, Durham 1995, ISBN 0-8223-1651-X.